# Kurosicudzsi
A Kurosicudzsi (黒執事; Hepburn: Kuroshitsuji, ’Fekete komornyik’; angol címén Black Butler) japán mangasorozat, amelynek írója és illusztrálója Toboszo Jana, 2006. szeptember 16-án debütált.
A sorozat főszereplője Ciel Phantomhive, aki tizenkét (később tizenhárom) évesen a Phantomhive grófi család feje, és a Funtom játékgyártó vállalat vezetője. Ciel szüleit meggyilkolják, ezért szerződést köt egy Sebastian Michaelis nevű démonnal, aki elvállalja, hogy segít bosszút állni, cserébe a fiú lelkéért. Azonban amíg a gyilkosokat meg nem találják, komornyikként kell szolgálnia a fiatal grófot.
Az animeadaptáció, Sinohara Tosija rendezésében, 2008 októberében jelent meg, és huszonnégy epizóddal ért véget. A második évad 2010-ben indult, 12 epizódból állt, és két új főszereplőt mutatott be, Alois Trancyt, és az ő démon komornyikját, Claude Faustust. Később 2014-ben megjelent egy újabb évad, ami a manga történetét követi, így csak az első évad néhány részéhez kapcsolódik, valamint egy 2 részes film is megjelent a manga történetének követésével. 2017-re várható a következő "mangahű" adaptáció.

## Cselekmény
A történet a viktoriánus Angliában játszódik. Londontól nem messze áll a Phantomhive grófság. Az örökös, Ciel Phantomhive tizedik születésnapján tűz üt ki, és a fiú eltűnik. Halottnak hiszik, ám két évvel később visszatér egy titokzatos komornyikkal, Sebastian Michealisszel. Mindenkinek feltűnik, hogy a férfi minden feladatot tökéletesen hajt végre, ám azt már csak kevesen tudják, hogy ez azért van, mert valójában egy démon, aki szerződést kötött Ciellel. Megígérte, hogy segít felkutatni a fiú szüleinek gyilkosait, cserébe a lelkéért. Addig is, amíg ez nem sikerül, komornyikként szolgálja a Phantomhive grófot, teljesítve annak minden kívánságát, és segíti különböző rejtélyek megoldásában. A család ugyanis a királynő őrző-védőjeként is ismert, amelynek feladata gyilkosságok és más bűntények leleplezése a brit alvilág segítségével.

## Média

### Manga
Írta és rajzolta Tobozso Jana, és a sorozat máig fut. Az egyes fejezeteit a Monthly GFantasy sónen manga magazin adja ki a 2006-os debütálása óta. Szintén megjelenik még a Square Enix kiadásában, külön részenként, összegyűjtve a fejezeteket. Az első kötet 2007. február 27-én jelent meg, és egyelőre tizenhármat adtak ki, 2011. december 27-ével bezárólag. A Yen Press angol kiadónál 2010 januárjában jelent meg az első kötet, a második 2010 májusában. A francia Kana kiadó 2009 novemberében adta ki, és megjelent a német Carlsen Comicsnál, az olasz Panini Comicsnál, és a spanyol Norma Editorialnál is. Mindegyiknél Black Butler néven fut, míg a lengyel Waneko és a finn Punainen jättiläinen megtartotta az eredeti, Kuroshitsuji címet.

### Dráma CD
Az elsőt 2007. augusztus 10-én adta ki a Frontier Works, a másodikat 2008. novembert 26-án az Aniplex.

### Anime
2008 júliusában jelentették be a Black Butler anime adaptációját. A rendezője Sinohara Tosija, a producere az A-1 Pictures volt. 2008 októberében jelent meg, és sugározta mind a japán MBS, mind a TBS. 2009. január 1-én az Aniplex kiadta az első rész limitált DVD-jét.
2009. június 14-én bejelentették a széria második évadát, amely 2010 júliusában jelent meg, és két új karakter mutatott be Sebastian és Ciel mellett, Alois Trancyt és Claude Faustust.
2014-ben újabb széria jelent meg, Book of Circus címmel, mely a mangát követi, így a 2008-as évadnak csak pár részéhez kapcsolódik. 10 részt kapott majd a soron következő kötete a mangának, a Book of Murder következett 2 részes film formájában. 2017-ben folytatják a történetet a Book of the Atlantic (ship voyage arc) meganimálásával.

### OVA-epizódok
A sikerre való tekintettel az anime 36 részén kívül több, különálló epizód, OVA is készült, melyek más oldalakról is bemutatják a történetet. A The Making of Kuroshitsuji II hollywoodi dokumentumfilm formájában, a Welcome to the Phantomhive’s pedig a néző szemszögéből készült. Szintén OVA a Ciel in Wonderland I-II, a The Tale of William the Shinigami, a The Spider’s Intention, a Kuroshitsuji Special és a Kuroshitsuji Recap.

### Musical
A That Butler, Friendship (その執事、友好 Szono Sicudzsi, Yúkó) musical adaptáció 2009-ben indult az ikebukurói Sunshine Theater nevű színházban. Sebasitan Michaelist Macusita Juja, Ciel Phantomhive-ot Szakamoto Sógo játszotta.
A 2010-es Musical Black Butler: The Most Beautiful Death in The World – A Thousand Souls and The Fallen Grim Reaper (ミュージカル｢黒執事｣〜ザ・モースト・ビューティフル・デス・イン・ザ・ワールド〜千の魂と堕ちた死神 Miúdzsikaru Kurosicudzsi – Za Mószuto Bjútifuru Deszu in za Várudo – Szen no Tamasi to Ocsita Sinigami) a második, sikeresebb musical adaptáció volt. Az Akasaka Act Theater adta elő olyan városokban, mint Akaszaka, Tokió, Nagoja és Oszaka. Macusita Juja játszotta Sebastian Michaelist, Nisii Jukito Ciel Phantomhive-ot, Takuja Uehara Grell Sutcliffet, a két új főszereplőt, Eric Slingby-t and Alan Humphries-t pedig Saeki Taiszuke és Sinja Macumoto alakította. A musicalt Okada Mari írta, Fukujama Sakurako rendezte, a zenét Ivasaki Taku komponálta, és a dalszöveget Mori Jukinodzso írta.
A The Most Beautiful Death in the World új indulását 2012 decemberében jelentették be, és 2013-ban volt látható az Akasaka Act Theater előadásában. Tanaka Taketo átvette Ciel Phantomhive szerepét, míg Racsi Sindzsi és Nakagaucsi Maszataka játszották Eric Slingby-t és Alan Humphries-t. A második musical olyan sikeres lett, hogy kisebb módosításokkal és sok színész cseréjével újra előadták. 2014-ben újabb musical készült Lycoris that Blazes the Earth címmel, melynek története az animében és mangában is megtalálható, és csak enyhe módosítások történtek a színpadi verziónál. Ez a musical is olyan sikeres lett, hogy végül 2015-ben újrajátszották. Itt is történtek szereplőcserék, illetve apróbb módosítások.
A musicalek megjelentek DVD-n és Blu-rayen is extrákkal: hogyan készült videók a próbákról, illetve interjúk és betekintés a színfalak mögé.

### Videójáték
2009. március 19-én jelent meg a Square Enix kiadásában a Kuroshitsuji Phantom & Ghost című Nintendo DS játék.

### Könyv
2009. február 27-én jelent meg a Black Butler Character book "That Butler, Assembles" (黒執事 キャラクターガイド ｢その執事、集合｣ Kuroshitsuji Character Guide "Szono Sicudzsi, Súgó"), a Black Butler Black Record (TVアニメーション｢黒執事｣ Black Record) pedig 2009. március 27-én, a hivatalos képregény antológia, a Rainbow Butler (虹執事 Nidzsisicudzsi) kíséretében.

### Film
2013 januárjában bejelentették, hogy a Black Butlerből készülni fog egy akciófilm, Goriki Ajame és Mizusima Hiro főszereplésével. Azt már lehet tudni, hogy nem Ciel Phantomhive-ról fog szólni, hanem Siori Genpóról. A megjelenés 2014. január 19-ére várható.

## Fogadtatás
A manga tizenharmadik kötetével együtt a sorozatot tízmillió példányban nyomtatták Japánban. A kötetek önmagukban is megállták a helyüket a heti választásokon. A Rainbow Butler (虹執事 Nidzsisicudzsi) március 31. és április 6. között a tizenhetedik helyen végzett, 41083 példány eladásával. A negyedik és ötödik kötet harmincharmadik és harminckilencedik helyen végzett a Japánban 2008 folyamán a legtöbbet eladott mangák sorában. A hatodik kötet tizenharmadik helyen végzett, több, mint hatszázezer eladott példánnyal. A sorozat 2009-ben a tizedik volt a mangák listáján, amikor másfél milliónál is több kelt el belőle.

## Fordítás
- Ez a szócikk részben vagy egészben  a   Black Butler című angol Wikipédia-szócikk ezen változatának fordításán alapul.  Az eredeti cikk szerkesztőit annak laptörténete sorolja fel. Ez a jelzés csupán a megfogalmazás eredetét és a szerzői jogokat jelzi, nem szolgál a cikkben szereplő információk forrásmegjelöléseként.